# Lluís d'Amigó i Ferrer
Lluís d'Amigó o Lluís de Massamagrell, de nom secular Josep Maria d'Amigó i Ferrer (17 d'octubre de 1854, Massamagrell, Horta Nord - 1 d'octubre de 1934, Godella, Horta Nord) va ser un religiós valencià de l'orde dels caputxins, bisbe d'Administrador de la Diòcesi de Solsona i Bisbe de Sogorb.

## Biografia
Josep Maria d'Amigó i Ferrer va nàixer a Massamagrell el 17 d'octubre de 1854. Era fill d'un advocat; als dotze anys va començar a estudiar al seminari de València, on decideix la seva vocació religiosa. En quedar orfe, renuncia a fer-se cartoixà per poder educar les seves germanes petites. En 1874 va ingressar en el convent que els Frares Menors Caputxins, exiliats d'Espanya després de la Revolució de 1868, tenien a la rodalia de Baiona (França), i hi va prendre el nom de religió de Lluís de Massamagrell.
De retorn a Espanya, en 1879, fou ordenat sacerdot el 29 de març a Montehano (Cantàbria), després de reobri-ne l'antic convent caputxí. Hi "sent les seues grans preocupacions la cura dels empresonats i l'educació cristiana de la joventut", segons fonts de la congregació a València, i en 1881 es fa mestre de novicis al convent de Massamagrell, on comença a fer grups de terciaris laics per fomentar la fe i la devoció entre la població.
Lluís d'Amigó va fundar l'11 de maig de 1885 la congregació de les Germanes Terciàries Caputxines de la Sagrada Família al Santuari de la nostra Senyora de Montiel, en la localitat valenciana de Benaguasil. D'igual forma, quatre anys més tard, el 12 d'abril de 1889, va fundar la congregació dels religiosos Terciaris Caputxins de la Mare de Déu dels Dolors, també dits "Amigonians". El 16 de desembre del 1898 fou nomenat superior de la reconstituïda província caputxina de València, càrrec que tindrà fins al 1902.
Va viure al convent d'Oriola fins que el 9 de juny de 1907 va rebre la consagració episcopal com a bisbe de la Diòcesi de Solsona. En prengué possessió el 28 de juliol i hi romangué fins al 6 de novembre de 1913, any que va ser designat titular de la de Sogorb, on va romandre fins a 1934.
El 23 d'abril del 1914 fou nomenat senador del Regne i en fou confirmat el 1919. Va morir en 1934 a Godella (l'Horta Nord, País Valencià).
Es va iniciar el seu procés de beatificació el 18 de gener de 1950. El 13 de juny de 1992 fou proclamat venerable per Joan Pau II, reconeixent-ne l'heroïcitat de les virtuts.

## Galeria d'imatges

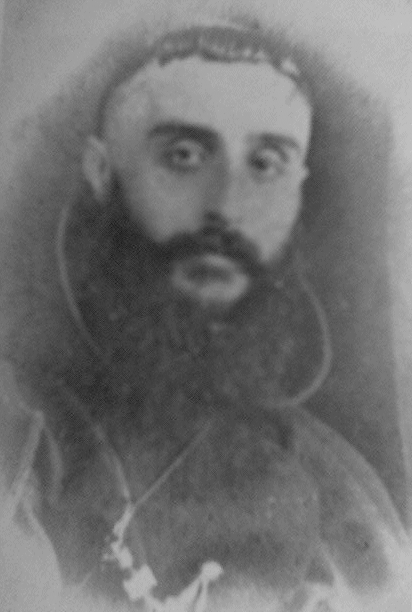
Amigó jove, quan era novici
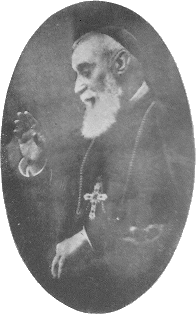
Fotografia del venerable
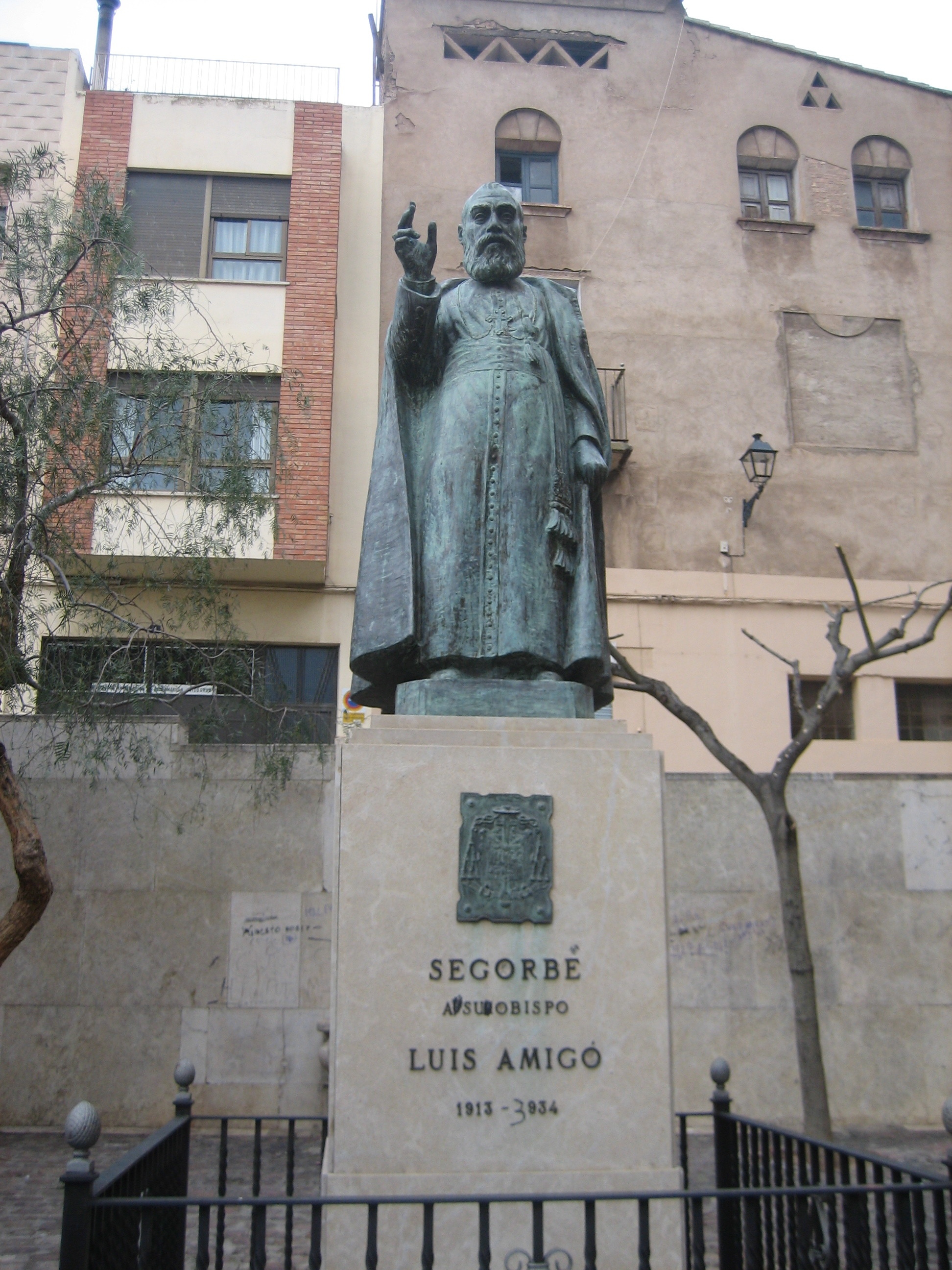
Escultura dedicada a Lluis d'Amigó davant la Catedral de Sogorb.